# Карагодин, Михаил Емельянович
Михаил Емельянович Карагодин (1913 год, село Нижняя Каменка — дата смерти не известна, Нижняя Каменка, Алтайский район, Алтайский край) — бригадир тракторной бригады Алтайской МТС Алтайского района Алтайского края. Герой Социалистического Труда (1950).

## Биография
Родился в 1913 году в бедной крестьянской семье в селе Нижняя Каменка. Получил начальное образование. В 1930 году окончил курсы трактористов. С 1937 по 1956 года — бригадир тракторной бригады Алтайской МТС. В 1947 году вступил в ВКП(б).
В 1949 году в колхозах, которые обслуживала Алтайская МТС, было получено в среднем с каждого гектара по 23,5 центнера пшеницы. Указом Президиума Верховного Совета СССР от 6 мая 1950 года за получение высоких урожаев пшеницы и ржи при выполнении колхозом обязательных поставок и контрактации по все видам сельскохозяйственной продукции, натуроплаты за работу МТС в 1949 году и обеспеченности семенами зерновых культур для весеннего сева 1950 года удостоен звания Героя Социалистического Труда с вручением ордена Ленина и золотой медали «Серп и Молот».
В 1956 году вышел на пенсию. Проживал в селе Нижняя Каменка.

## Награды
- Герой Социалистического Труда — указом Президиума Верховного Совета СССР от 6 мая 1950 года
- Орден Ленина — дважды
- Медаль «За трудовое отличие»